# Potocki-Kapelle

Nahansicht

Die Potocki-Kapelle (polnisch Kaplica Potockich) ist eine der 19 Kapellen, die die Krakauer Kathedrale umgeben. Sie wird auch Różyców-Kapelle und Padniewski-Kapelle genannt.

## Geschichte
Die Kapelle wurde 1381 von Bischof Zawisza Kurozwęcki gestiftet. Der Name Różyców-Kapelle geht auf das Bischofswappen zurück, in dem Rosen (poln. Róże) abgebildet sind. Sie wurde 1425 unter Mikołaj von Michałów vollendet und eingeweiht. Jan Michałowicz baute sie in den Jahren von 1572 bis 1757 zum Mausoleum für Bischof Filip Padniewski im Stil der Spätrenaissance um. Daher stammt der zweite Name der Kapelle. Schließlich hat Piotr Nobile die Kapelle im Stil des Klassizismus in den Jahren von 1832 bis 1840 für Zofia Branicka-Potocka als Mausoleum für die Familie Potocki ausgebaut. Mit ihm haben Bertel Thorvaldsen, Francesco Maria Lanci, Wilhelm Hofbauer, Giobbe Axerio, Giovanni Axerio, Josef Kähsmann und Johann Georg Danninger an der Kapelle gearbeitet.

## Krypta
In der Krypta unterhalb der Kapelle wurden nacheinander bestattet:
- Bischof Zawisza Kurozwęcki
- Bischof Filip Padniewski
- Zofia Branicka-Potocka
- Artur Stanisław Potocki

## Innenraum
Der barocke Innenraum ist mit rotem Marmor ausgekleidet. Die Engelsfiguren schuf Josef Kähsmann, die Bronzearbeiten Johann Georg Danninger. Danninger ist auch der Urheber des Altars. Das Renaissance-Grabmal Filip Padniewskis geht auf Jan Michałowicz zurück. Die Christusfigur auf dem Grabmal Artur Stanisław Potockis schuf Bertel Thorvaldsen, ebenso wie die Büsten von Artur Stanisław Potocki und Zofia Branicka-Potocka. Die Kreuzigungsszene wurde von Giovanni Francesco Barbieri genannt Guercino gemalt.

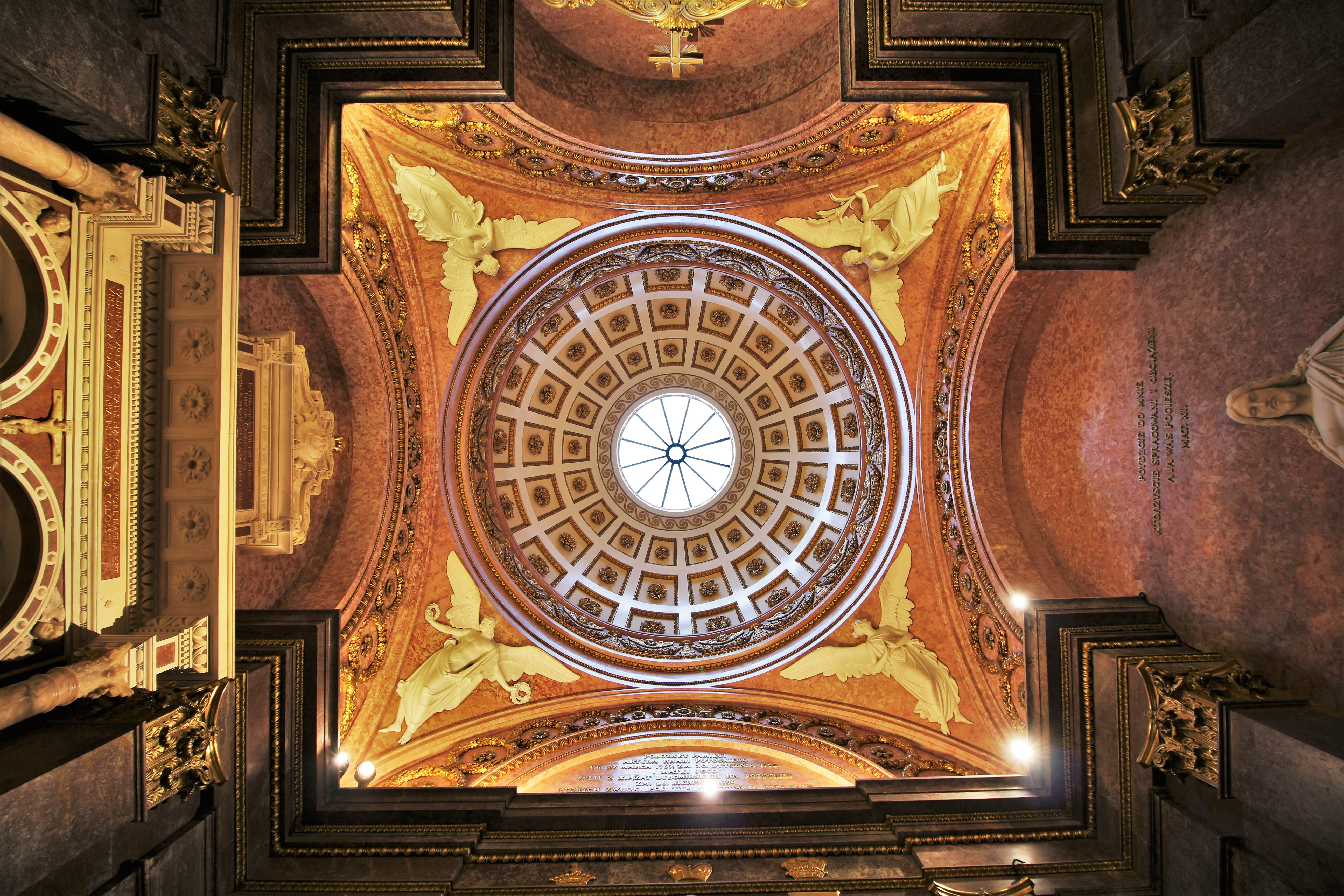
Kuppel
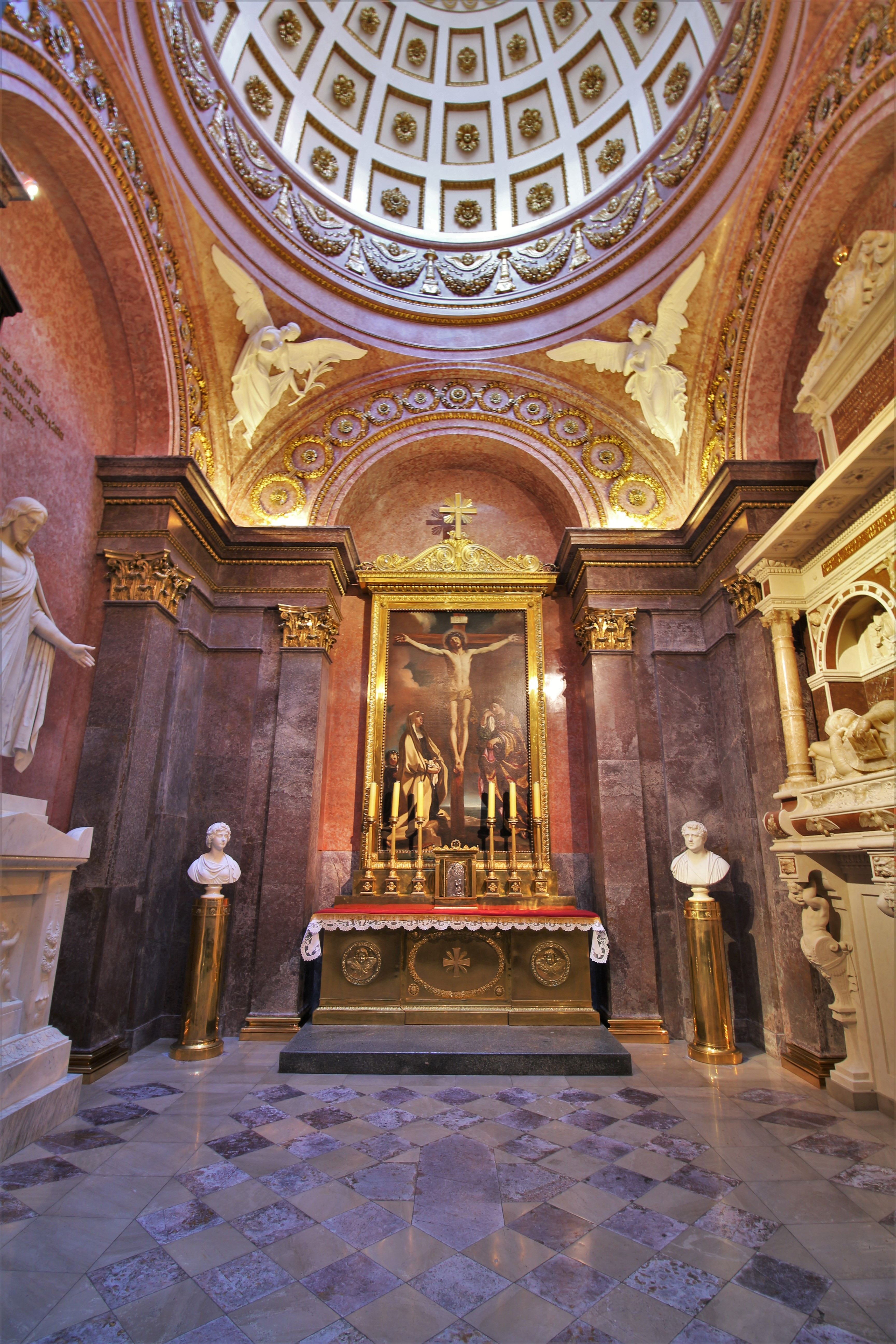
Kuppel
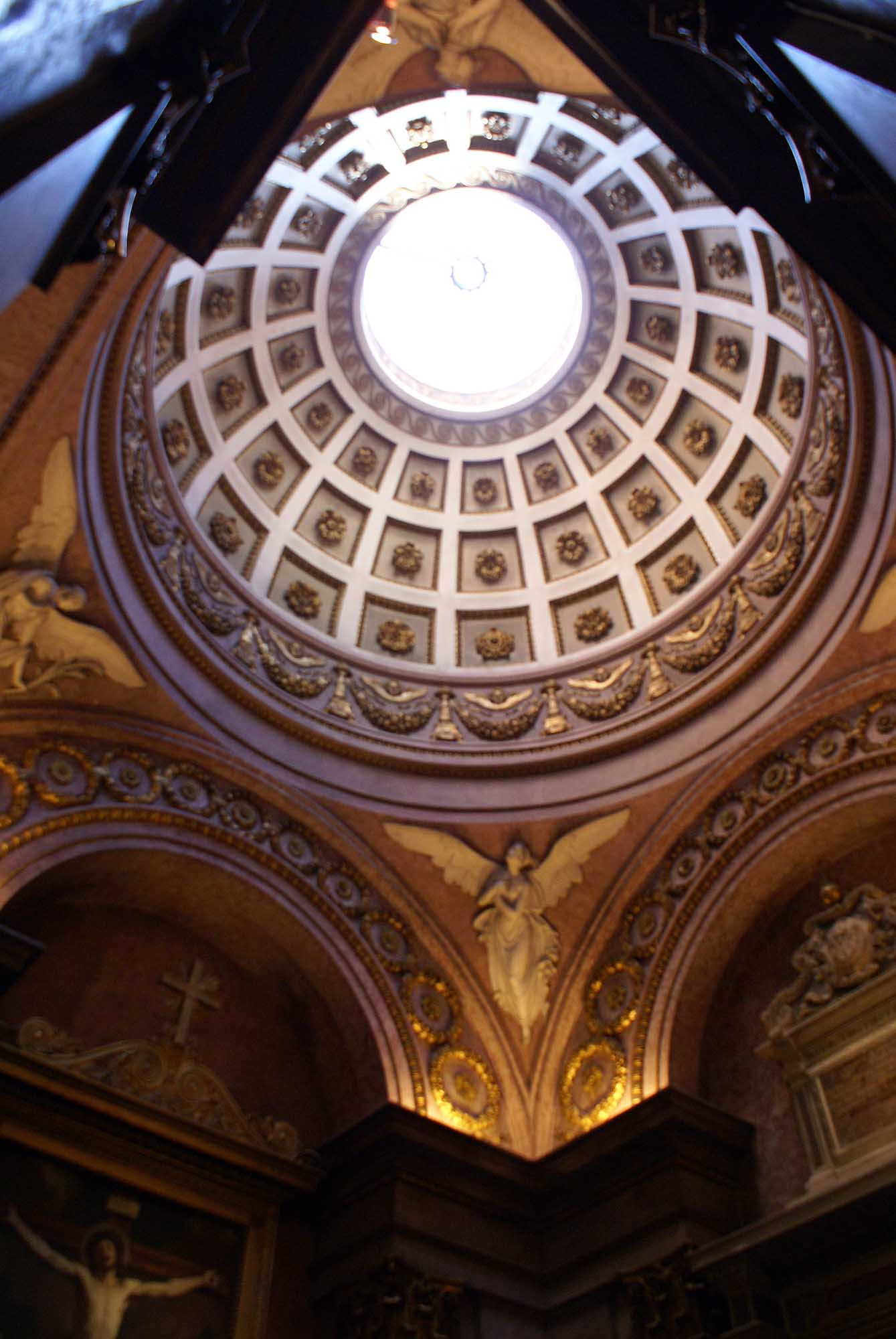
Kuppel
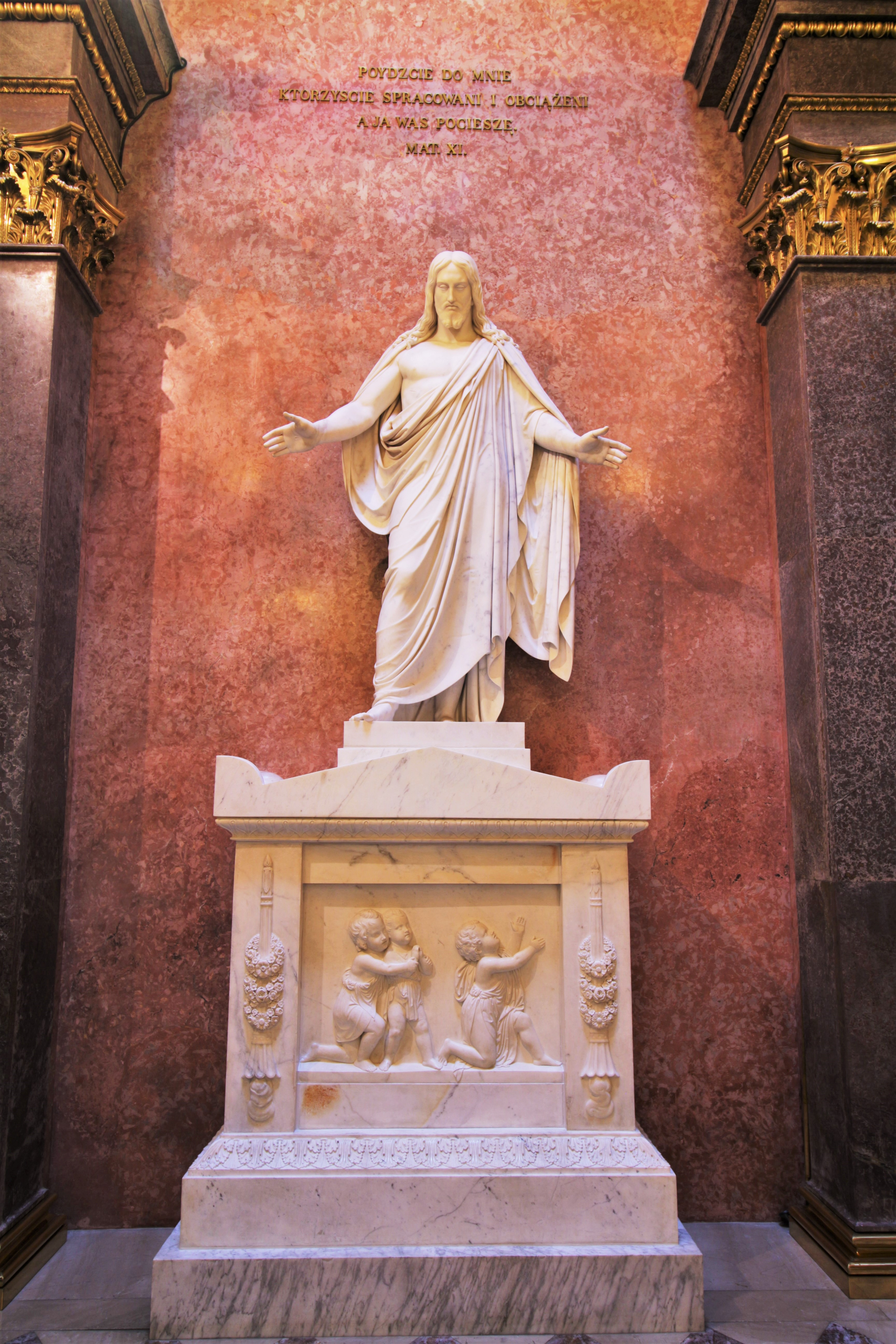
Christusfigur
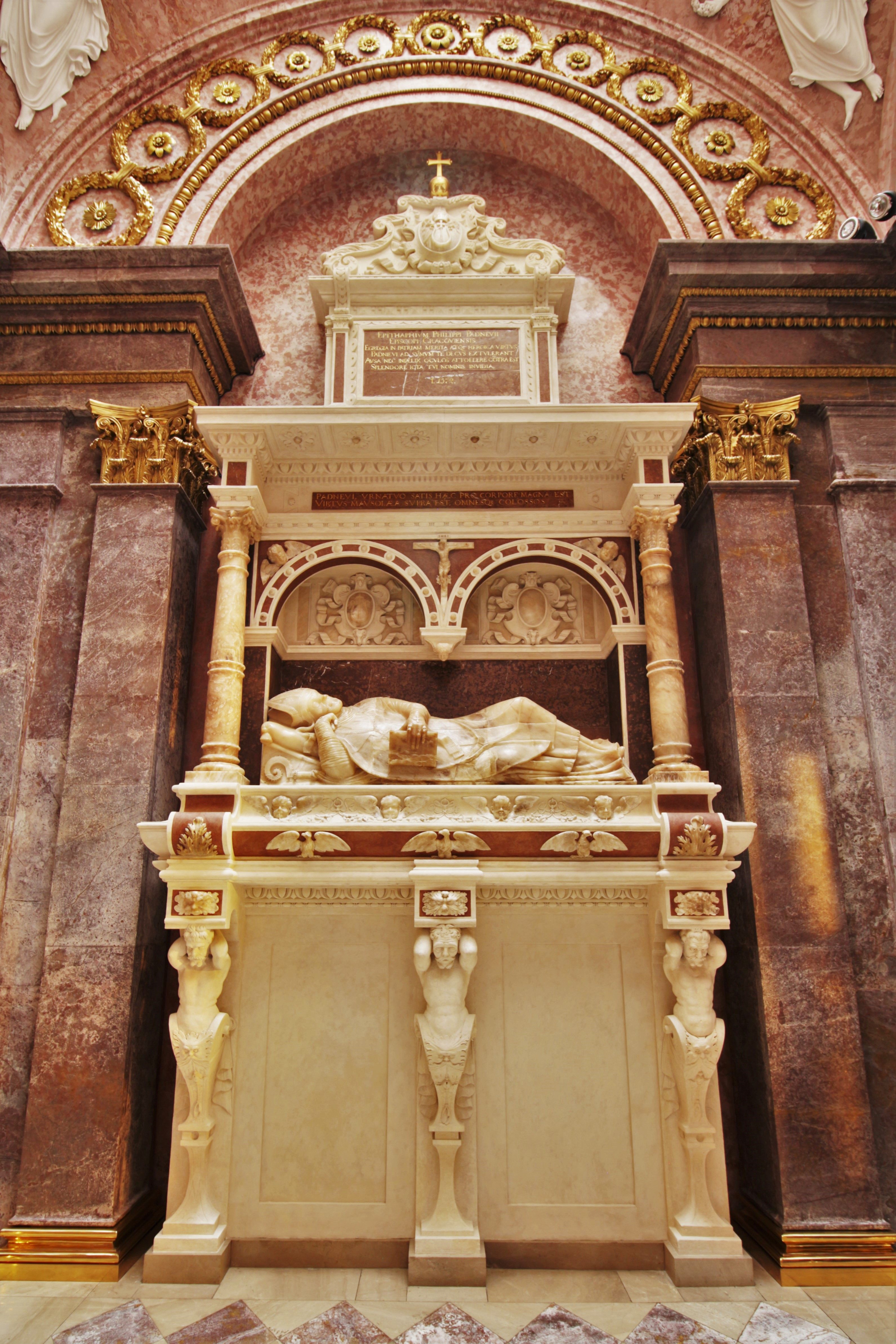
Padniewski-Grab
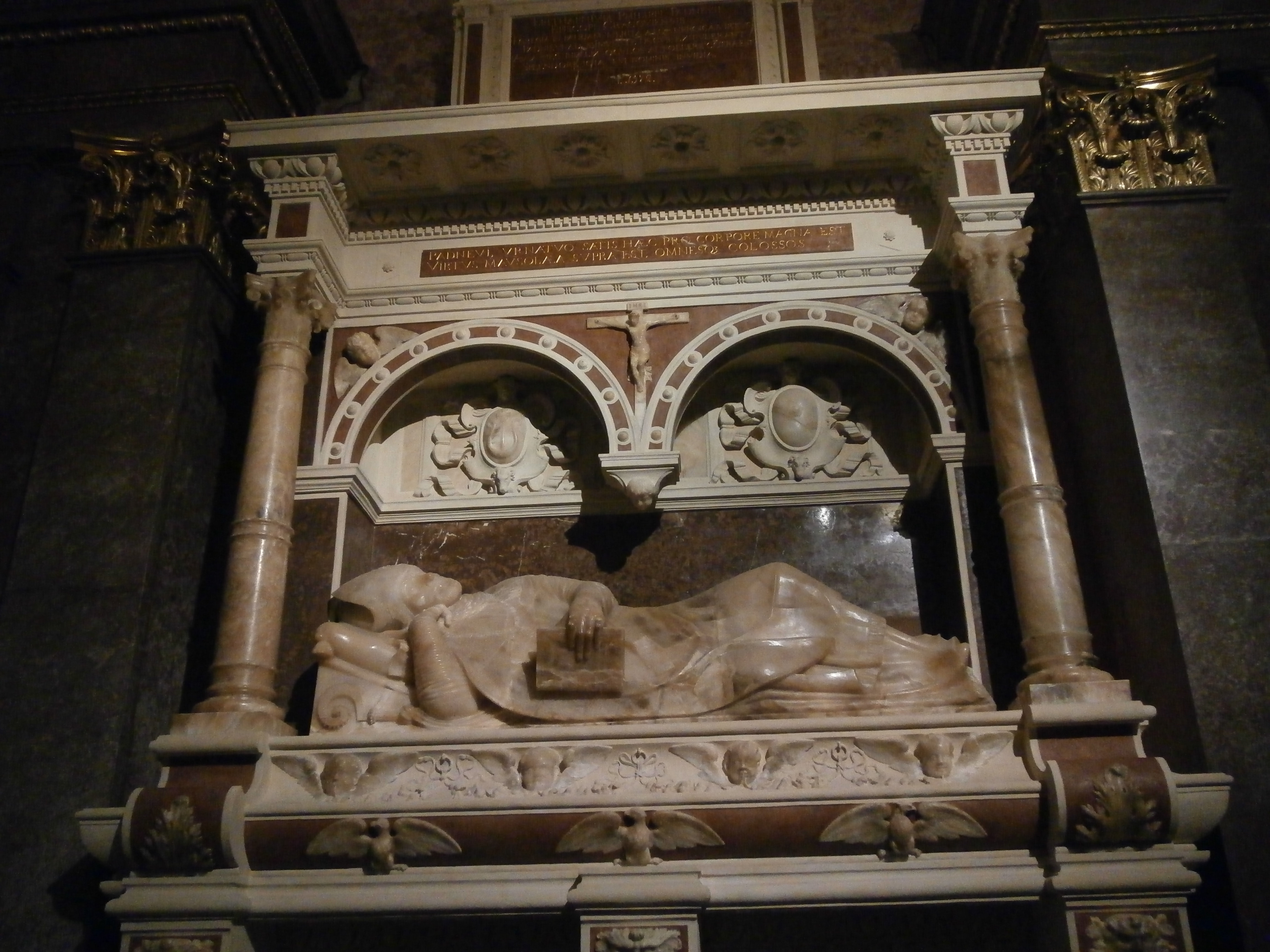
Padniewski-Grab

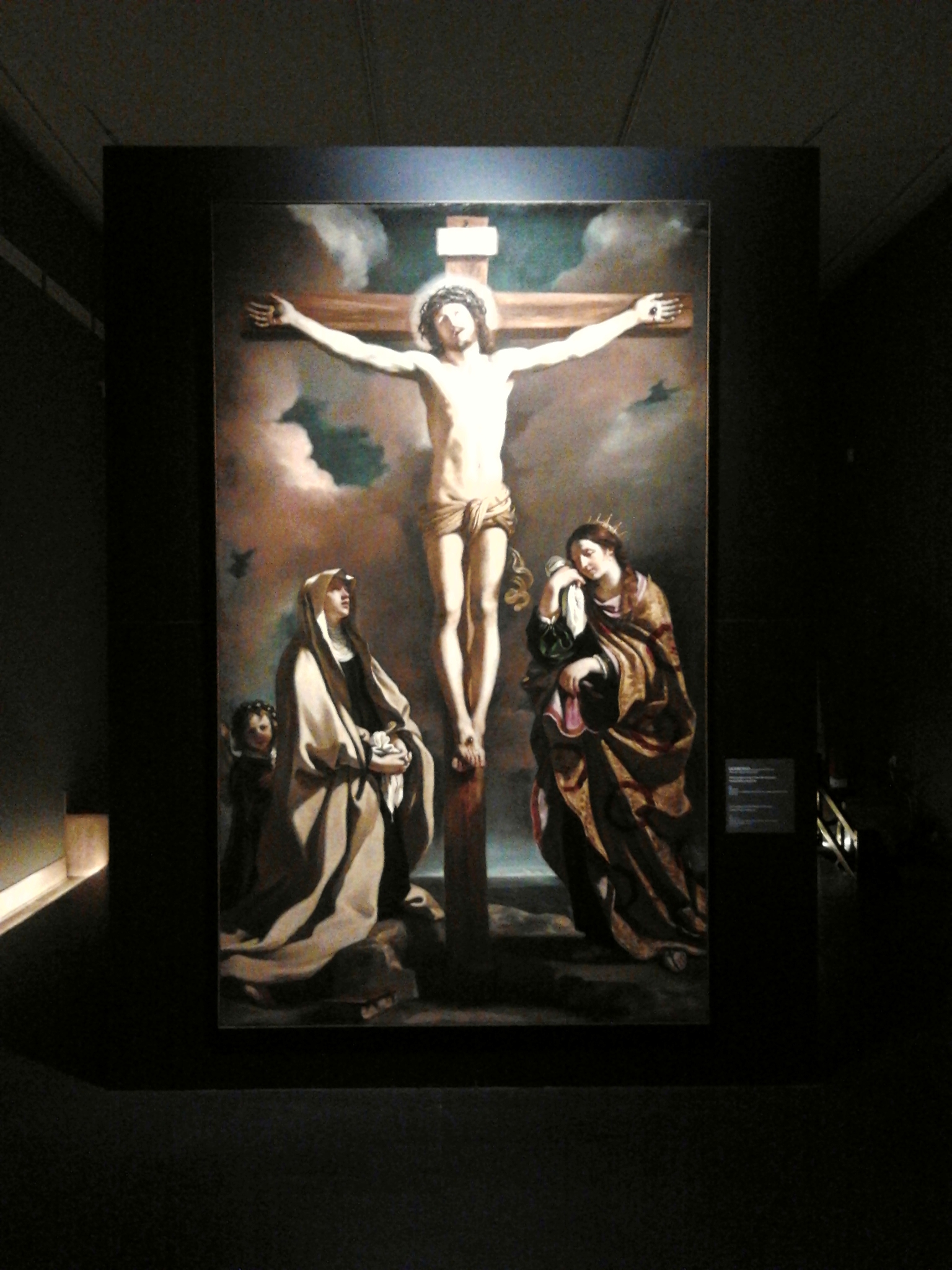
Kreuzigungsszene
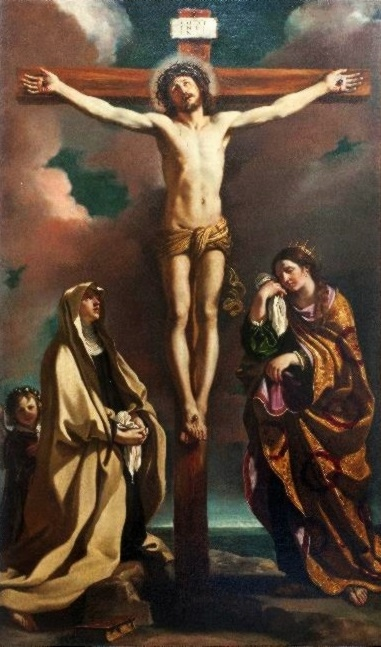
Kreuzigungsszene
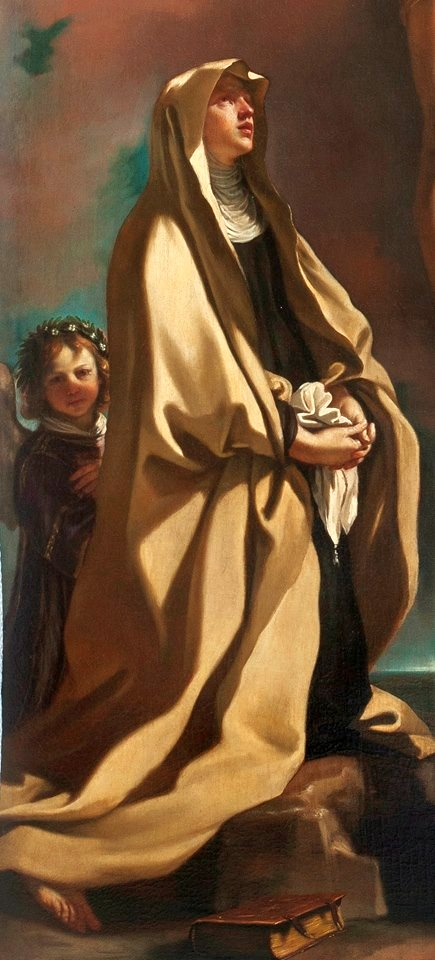
Kreuzigungsszene
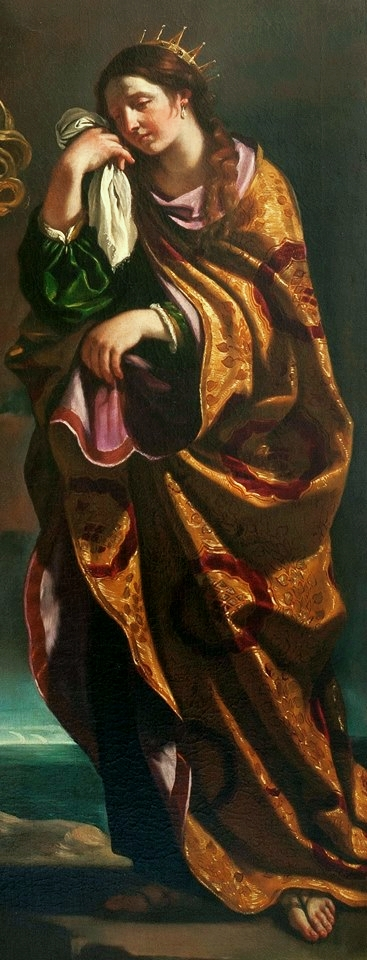
Kreuzigungsszene

## Quelle
- Michał Rożek: Krakowska katedra na Wawelu. Wydawnictwo św. Stanisława BM Archidiecezji Krakowskiej, Kraków 1989